# 遼中区
遼中区（りょうちゅう-く）は中華人民共和国遼寧省瀋陽市に位置する市轄区。

## 地理
遼中区は遼寧省中部、遼河中流域に位置する。

## 歴史
1906年（光緒32年）、遼陽、承徳、鎮安、海城地域の一部に遼中県を設置、阿司牛録鎮（現在の蒲東街道）に設置され、奉天府瀋陽道の管轄とされた。中華民国が成立すると奉天省（後に遼寧省と改称）の管轄とされ、1932年（大同元年）、満洲国が成立すると満洲国の奉天省の所管県とされた。
1945年（民国34年）、日本の敗戦とそれに伴う満洲国の崩壊により中華民国が行政権を回復、遼寧省の管轄県とされたが、まもなく開始された国共内戦により1947年（民国36年）末には国民党が占領、翌年春には国民党が奪還、11月2日に再度共産党により「解放」され、遼中県人民政府が成立、遼西省の管轄とされた。1954年、遼西省及び遼東省の合併に伴い遼寧省に移管され、瀋陽市の市管県とされた。1955年に遼陽専署、1959年に遼陽市、1964年に瀋陽専署に移管され、1969年に瀋陽市の管轄となり、2016年に市轄区に昇格され現在に至る。

## 行政区画
4街道、13鎮を管轄する。
- 街道：蒲東街道、蒲西街道、茨楡坨街道、城郊街道
- 鎮：于家房鎮、朱家房鎮、冷子堡鎮、劉二堡鎮、満都戸鎮、楊士崗鎮、肖寨門鎮、六間房鎮、養士堡鎮、潘家堡鎮、老大房鎮、大黒崗子鎮、牛心坨鎮

## 交通

### 鉄道
- 中国国家鉄路集団
  - 京哈線
    - 遼中駅

### 道路
- 高速道路
  -  京哈高速道路
  -  遼中環状高速道路
  -  灯遼高速道路（中国語版）
- 国道
  -  G102国道